# Es-majeur
Es-majeur, Es grote terts of Es-groot  (afkorting: Es) is een toonsoort met als grondtoon es.

## Toonladder
De voortekening telt drie mollen: bes, es en as. Het is de parallelle toonaard van c-mineur.

## Stemming
Een aantal instrumenten voor koperblazers staan gestemd in es, namelijk de althoorn, de es-kornet en de es-bas.

## Bekende werken in Es-majeur
Chronologisch:
- Johann Sebastian Bach - Das wohltemperierte Klavier (prelude en fuga nr. 21)
- Joseph Haydn - Symfonie nr. 22 (1764), nr. 99 (1793) en nr. 103 (1794-1795)
- Wolfgang Amadeus Mozart
  - Pianoconcert nr. 9, KV 271 Jeunehomme (1777), nr. 14, KV 449 (1784) en nr. 22, KV 482 (1785)
  - Symfonie nr. 39, KV 543 (1788)
- Ludwig van Beethoven
  - Symfonie nr. 3 Eroïca (1803-1804)
  - Strijkkwartet nr. 10, op. 74 Harpkwartet (1809)
  - Pianotrio nr. 6, op. 70 nr. 2 (1809)
  - Pianoconcert nr. 5 Keizersconcert (1809-1811)
- Franz Liszt - Pianoconcert nr. 1 (1832)
- Robert Schumann
  - Pianokwintet opus 44 (1842)
  - Symfonie nr. 3 (1850)
- Anton Bruckner - Symfonie nr. 4 Romantische (1874)
- Igor Stravinsky - Symfonie in Es (1905-1907)
- Gustav Mahler - Symfonie nr. 8 (1906-1907)
- Dmitri Sjostakovitsj - Symfonie nr. 9 (1945)